# Атлантик (Пенсільванія)
Атлантик (англ. Atlantic) — переписна місцевість (CDP) в США, в окрузі Кроуфорд штату Пенсільванія. Населення — 113 особи (2020).

## Географія
Атлантик розташований за координатами 41°30′27″ пн. ш. 80°20′21″ зх. д. / 41.50750° пн. ш. 80.33917° зх. д. (41.507607, -80.339265). За даними Бюро перепису населення США в 2010 році переписна місцевість мала площу 0,38 км², уся площа — суходіл.

## Демографія
Згідно з переписом 2010 року, у переписній місцевості мешкало 77 осіб у 21 домогосподарстві у складі 15 родин. Густота населення становила 201 особа/км². Було 23 помешкання (60/км²).
Расовий склад населення:
| - 100,0 % — білих |

До двох чи більше рас належало 0,0 %. Частка іспаномовних становила 0,0 % від усіх жителів.
За віковим діапазоном населення розподілялося таким чином: 41,6 % — особи молодші 18 років, 48,0 % — особи у віці 18—64 років, 10,4 % — особи у віці 65 років та старші. Медіана віку мешканця становила 25,5 року. На 100 осіб жіночої статі у переписній місцевості припадало 87,8 чоловіків; на 100 жінок у віці від 18 років та старших — 104,5 чоловіків також старших 18 років.
Середній дохід на одне домашнє господарство становив 32 850 доларів США (медіана — 35 625), а середній дохід на одну сім'ю — 36 885 доларів (медіана — 38 125). За межею бідності перебувало 12,2 % осіб, у тому числі 0,0 % дітей у віці до 18 років та 37,5 % осіб у віці 65 років та старших.
Цивільне працевлаштоване населення становило 27 осіб. Основні галузі зайнятості: освіта, охорона здоров'я та соціальна допомога — 33,3 %, мистецтво, розваги та відпочинок — 22,2 %, виробництво — 18,5 %.

## Відомі люди
- Максвел Андерсон (1888—1959) — видатний американський драматург і теоретик театру.